# Rivière du Loup (Lac Saint-Pierre)
Der Rivière du Loup (wörtlich übersetzt: „Wolfsfluss“) ist ein linker Nebenfluss des Sankt-Lorenz-Strom in der Verwaltungsregion Mauricie der kanadischen Provinz Québec.

## Flusslauf
Der Rivière du Loup hat seinen Ursprung in dem im Réserve faunique Mastigouche gelegenen Lac au Sable. Er durchfließt die Laurentinischen Berge in überwiegend südlicher Richtung. Kurz vor seiner Mündung in den Lac Saint-Pierre, einer Flussverbreiterung des Sankt-Lorenz-Stroms, durchfließt er die Kleinstadt Louiseville. Der 126 km lange Flusslauf liegt innerhalb der regionalen Grafschaftsgemeinde Maskinongé. Am Oberlauf befindet sich die Barrage du Lac-Bourassa (⊙), welche den Abfluss des Rivière du Loup reguliert. Das Einzugsgebiet umfasst 1528 km². Der mittlere Abfluss beträgt 27 m³/s.

## Etymologie
Der Flussname leitet sich von den Seehunden (französisch loups-marins) an der Mündung des Rivière du Loup ab.

## Wasserkraftanlagen
Am Rivière du Loup befindet sich 3,5 km östlich von Saint-Paulin unterhalb der Route 350 das Laufwasserkraftwerk Saint-Paulin (⊙). Es wurde am 29. November 1994 in Betrieb genommen. Es besitzt eine 8 MW-Francis-Doppelturbine. Das hydraulische Potential beträgt 44 m. Die Jahresleistung liegt bei 41.072 MWh.